# Laurids Bing
Laurids Martin Bing (15. juli 1850 i København – 17. juli 1903) var en dansk vekselerer, søn af Meyer Herman Bing og havde også en række kendte brødre.
Han blev i 1875 vekselerer i København og tog ivrig del i det politiske liv på Frederiksberg, især ved folketingsvalgene i 1883 og de følgende år. Han var også medstifter og senere medstyrer af Københavns liberale Vælgerforening, og det var nærmest ham, der fik forbindelsen knyttet mellem den frisindede opposition og det socialdemokratiske arbejderparti. I 1895 blev han medlem af Frederiksberg Kommunalbestyrelse (genvalgt 1901) og udfoldede stor dygtighed og iver i varetagelsen af kommunens finansielle anliggender. Endelig var han i 1899 en af de tre mænd (sammen med Axel Heide og Herman Trier), ved hvis mægling det lykkedes at få den store arbejdsstandsning sluttet og Septemberforliget etableret. På baggrund af denne indsats modtog han Fortjenstmedaljen i guld 2. oktober 1899. 18. marts 1902 blev han Ridder af Dannebrog.

## Familie
6. april 1879 ægtede han i København Amalie Bertha Bendix (27. juli 1858 på Frederiksberg – 1933). Børn:
1. Kai Bing (1880-1960)
2. Else Bing (11. maj 1882 –1949)
3. Mogens Henrik Bing (11. august 1883 – ?)
4. Ulla Johanne Bing (25. marts 1885 – 1946)

Han er begravet på Mosaisk Vestre Begravelsesplads.